# Abdul Rauf al-Kasm
Abdul Rauf al-Kasm (en arabe : عبد الرؤوف الكسم ; né en 1932) est un architecte syrien et professeur d'architecture à l'université de Damas. Il a servi en tant que Premier ministre de la Syrie du 9 janvier 1980 au 1er novembre 1987 sous la présidence de Hafez Al-Assad. Après avoir quitté la politique, il a servi comme consultant senior pour la sécurité nationale.